# 斯唐厄冰架
73°15′S 076°30′W / 73.250°S 76.500°W

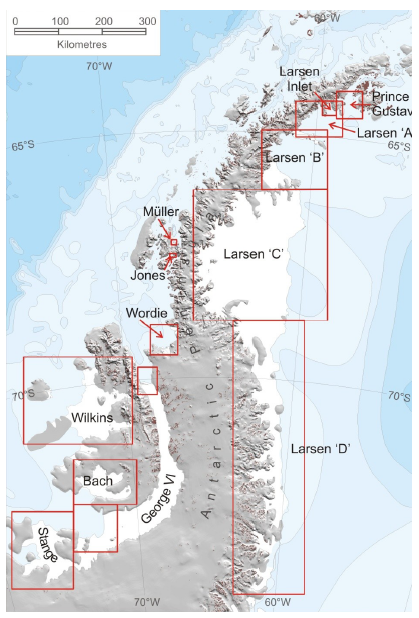

斯唐厄冰架是南極洲的冰架，位於斯唐厄峽灣，東面是斯帕茨島，西北面是斯邁利島，該冰架較南極半島其他冰架如拉森冰棚相對穩定。